# János Rózsa
János Rózsa (Budapest 19 d'octubre de 1937) és un productor i director de cinema hongarès.

## Biografia
La carrera inicial de János Rózsa va seguir una ruta paral·lela a la de Ferenc Kardos, un altre cineasta hongarès: va estudiar a la Escola Superior d'Art Dramàtic i Cinematogràfic (Színház- és Filmművészeti Főiskola) de Budapest de 1956 a 1961 esprés es va incorporar a l'estudi Béla Balázs, on va realitzar diversos curtmetratges sobre joventut i infància. Firma, amb Ferenc Kardos, el seu primer llargmetratge destinat a un públic adolescent, Gyerekbetegségek. La pel·lícula es presenta a la Setmana de la Crítica al 19è Festival Internacional de Cinema de Canes. La revista Cinéma 66, en un article anònim, saluda el seu encant, però les opinions crítiques estan més aviat dividides. El 1974, Álmodo ifjúság, una adaptació d'una novel·la de Béla Balázs, va ser un dels seus majors èxits a l'hora d'evocar el món de l'adolescència, que situa aquí a principis de segle. Van seguir dues pel·lícules dedicades a la problemàtica de la pedagogia i les dificultats de la joventut: Pókfoci (1976), una comèdia centrada en l'entorn pedagògic a Budapest, i després, A trombitás (1978), ambientada a Budapest a l'alba de la Il·lustració, vista amb els ulls d'un noi de quinze anys llevat, per casualitat, en una guerra social canalla. L'any 1979, després d'un llarg treball preparatori amb el guionista István Kardos, Rózsa va rodar Vasárnapi szölöt, estrenada a França el març de 1981. La pel·lícula tracta sobre adolescents, abandonats a la seva pròpia sort i enfonsats en la delinqüència i la drogodependència. El 1987 la seva pel·lícula Csók, Anyu! es va presentar al 15è Festival Internacional de Cinema de Moscou.

## Filmografia
- A tér (1961)
- Igaz-e? (1963)
- Gyerekbetegségek, co-dirigida amb Ferenc Kardos (1966)
- Bübájosok (1970)
- Tanítókisasszonyok (1971)
- Csudavilág (1972)
- Botütés saját kérésre (1972)
- Álmodó ifjúság (1974)
- Pókfoci (1977)
- Csatatér (1978)
- Hajnal Gabriella portré (1978)
- A trombitás (1979)
- Vasárnapi szülök (1980)
- Kabala (1982)
- Boszorkányszombat (1984)
- Csók, Anyu! (1987)
- Ismeretlen ismerös (1989)
- Félálom (1991)
- Jó éjt királyfi (1994)
- O da Beni Seviyor (2001) productor
- Rokonok (2006) productor